# Martin Doktor
Martin Doktor (ur. 21 maja 1974) – czeski kajakarz, kanadyjkarz. Dwukrotny złoty medalista olimpijski z Atlanty.
Wielokrotnie stawał na podium mistrzostw świata (tytuły mistrzowskie w 1997 i 1998) i Europy. Pływał w jedynkach. Największy sukces odniósł na igrzyskach w Atlancie, kiedy to zwyciężył na obu rozgrywanych dystansach. Startował także w Sydney oraz Atenach, jednak już bez medalowych osiągnięć.
W 2024 roku został odznaczony Medalem Za Zasługi I stopnia.